# Phaeonychium kashgaricum
Phaeonychium kashgaricum là một loài thực vật có hoa trong họ Cải. Loài này được (Botsch.) Al-Shehbaz mô tả khoa học đầu tiên năm 2000.